# Tapocyon
Genre
Espèces de rang inférieur
- † Tapocyon robustus Stock, 1934, espèce type, synonyme de Tapocyon occidentalis Peterson, 1919
- † Tapocyon dawsonae Wesley & Flynn[1], 2003

Tapocyon est un genre fossile de mammifères de la famille éteinte des Miacidae. Il vivait dans l'Ouest des États-Unis à l'Éocène moyen, il y a environ entre 46 et 40 Ma (millions d'années).

## Étymologie
Le nom de Tapocyon a été créé en référence au Tapo Canyon dans le Comté de Ventura en Californie, site de la première découverte de fossiles de cette espèce en 1931.

## Liste d'espèces
Le genre Tapocyon compte deux espèces connues : 
- † Tapocyon robustus (l'ancienne espèce Tapocyon occidentalis a été mise en synonymie avec Tapocyon robustus en 2003 par Wesley et Flynn)[1] ;
- † Tapocyon dawsonae[1].

## Description
Tapocyon est un plantigrade carnivore (insectivore) avec des dents rappelant celles des Canidae mais avec des griffes rétractiles comme les chats,. Il possède la taille d'un grand coyote et vivait probablement la plupart du temps dans les arbres.